# Manoj Kumar Bharti

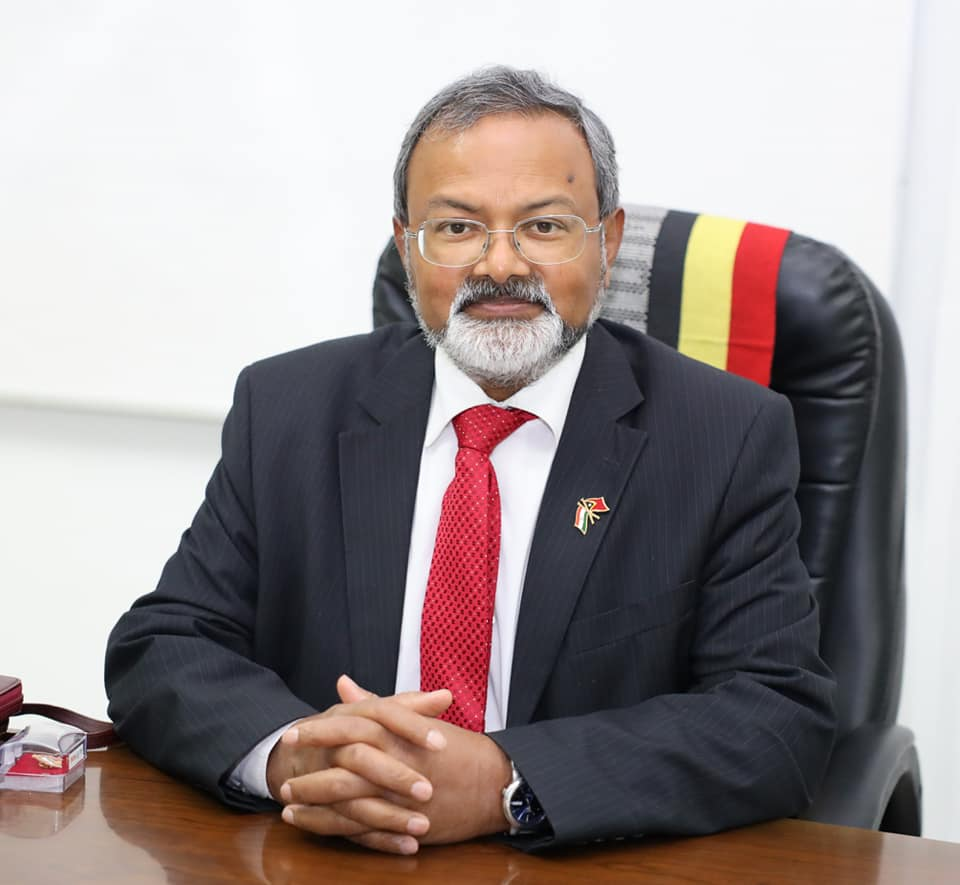
Manoj Kumar Bharti in Osttimor (2022)

Manoj Kumar Bharti (* 19. Februar 1963) ist ein indischer Diplomat.

## Werdegang
Bharti besuchte das Internat der Netarhat School in der Nähe von Ranchi im Bundesstaat Jharkhand. Dem folgte das Indian Institute of Technology in Kanpur und er erhielt einen Bachelor in Elektrotechnik. Seit 1988 ist Bharti für das indische Außenministerium tätig. Er arbeitete in den indischen Botschaften in Teheran, Den Haag, Kathmandu, Ankara und Yangon. Zeitweise war er auch für das Handelsministerium tätig. Im Außenministerium in Neu-Delhi war er für Bangladesch zuständig und leitete die Abteilung E-Governance und IT.
Von Mai 2011 bis September 2015 war Bharti indischer Botschafter in Belarus. Im September 2015 wechselte er als Botschafter an die indische Botschaft in Kiew. In der Ukraine blieb er bis 2018.
Am 13. Oktober 2020 wurde Bharti zum indischen Botschafter für Indonesien und am 31. Dezember 2021 zusätzlich zum indischen Botschafter in Osttimor ernannt. Seine Akkreditierung für Osttimor übergab er aufgrund der COVID-19-Pandemie per Videokonferenz am 29. April 2022. Seine Amtszeit endete 2023.

## Sonstiges
Bharti spricht Hindi, Englisch, Persisch, Nepali, Sanskrit, Urdu und Bengali. Er ist mit der ehemaligen leitenden Beamtin, Kunsthistorikerin und Lehrerin Anamika Bharti verheiratet. Sie haben zwei Söhne.